# Número de Joule
El número de Joule ({\displaystyle \mathrm {Jo} }) es una magnitud adimensional, usada en magnetohidrodinámica, que sirve para caracterizar el calentamiento de un fluido sometido a un campo magnético. Da una medida de la relación entre la energía térmica y la energía del campo magnético.

## Etimología
Lleva el nombre del físico inglés James Prescott Joule.

## Simbología
| Símbolo                       | Nombre                        | Unidad     |
| ----------------------------- | ----------------------------- | ---------- |
| {\displaystyle \mathrm {Jo} } | Número de Joule               |            |
| {\displaystyle \rho }         | Densidad                      | kg / m3    |
| {\displaystyle c_{p}}         | Capacidad térmica específica  | J / (kg K) |
| {\displaystyle \Delta T}      | Diferencia de temperatura     | K          |
| {\displaystyle \mu _{0}}      | Permeabilidad magnética       | H / m      |
| {\displaystyle H_{0}}         | Intensidad de Campo magnético | A / m      |

## Descripción
Se define de la siguiente manera:
{\displaystyle \mathrm {Jo} ={\frac {2\rho \,c_{p}\Delta T}{\mu _{0}H_{0}^{2}}}}